# George Strauss
George Russell Strauss (Londra, 18 luglio 1901 – Londra, 5 giugno 1993) è stato un politico britannico, che fu membro del parlamento britannico per il Partito Laburista per 46 anni, e ricopri gli incarichi di Ministro degli approvvigionamenti nel governo di Clement Attlee dal  7 ottobre 1947  al 26 ottobre  1951, e fu Padre della Camera tra il 1974 e il 1979.

## Biografia
Nacque il 18 luglio 1901, figlio di Arthur, deputato del Partito Conservatore, e di Minna Cohen. Frequentò la Rugby School a Rugby, nella contea del Warwickshire dove fu sottoposto ad un duro trattamento in quanto di origini ebraiche, cosa che lo portò ad occuparsi con veemenza delle questioni razziali.
Dopo la morte del padre, nel 1920, decise di entrare nell'azienda di famiglia piuttosto che frequentare l'università, occupandosene sino al 1945.
Divenne membro attivo del Partito Laburista e nel 1925 fu eletto al Consiglio della Contea di Londra (LCC). Nelle elezioni generali del 1929 venne eletto alla Camera dei Comuni come rappresentante di North Lambeth. Subito dopo fu nominato segretario privato parlamentare di Herbert Morrison. Fu oppositore di Ramsay MacDonald e del suo governo di unità nazionale e, come la maggior parte dei membri laburisti, perse il seggio alle elezioni generali del 1931.
Nel 1931 George Douglas Howard Cole creò la Society for Socialist Inquiry and Propaganda (SSIP). Questa fu successivamente ribattezzata Lega Socialista. Altri membri includevano George Strauss, William Mellor, Charles Trevelyan, Stafford Cripps, Henry Noel Brailsford, Dennis Pritt, Richard Henry Tawney, Frank Wise, David Kirkwood, Clement Attlee, Neil Maclean, Frederick Pethick-Lawrence, Alfred Salter, Jennie Lee, Gilbert Mitchison, Harold Laski, James Francis Horrabin, Ellen Wilkinson, Aneurin Bevan, Ernest Bevin, Arthur Pugh, Michael Foot e Barbara Betts. Il primo opuscolo pubblicato dalla SSIP fu The Crisis (1931) scritto da Cole e Bevin.
Il suo biografo, Andrew Roth, sostiene che durante gli anni Trenta del XX secolo, come molti intellettuali ebrei che avvertivano la minaccia del nazismo, si spostò a sinistra, unendosi a Sir Stafford Cripps e Aneurin Bevan nei loro sforzi per formare un'alleanza antifascista che si estendeva dai comunisti ai liberali. Strauss ritornò alla LCC e prestò servizio come presidente del Comitato per le autostrade (1934-1937). Fu nuovamente eletto al Parlamento nelle file del Partilo Laburista nell'ottobre 1934.
Nel gennaio 1937 lui e Stafford Cripps decisero di lanciare un settimanale radicale, The Tribune, per "sostenere un socialismo vigoroso e chiedere una resistenza attiva al fascismo in Patria e all'estero". William Mellor fu nominato redattore e altri come Aneurin Bevan, Ellen Wilkinson, Barbara Castle, Harold Laski, Michael Foot e Noel Brailsford accettarono di scrivere articoli per il giornale.
Strauss si unì anche ad altri parlamentari della sinistra del partito laburista che fecero una campagna per la formazione di un Fronte Unito con altri gruppi della sinistra in Europa al fine di prevenire la diffusione del fascismo. Alla conferenza del Partito Laburista del 1936, diversi membri del partito, tra cui lui, Ellen Wilkinson, Stafford Cripps, Aneurin Bevan e Charles Trevelyan, sostennero che si dovesse dare aiuto militare al governo del Fronte popolare spagnolo, che lottava per la sopravvivenza contro i nazionalisti del generale Francisco Franco e i suoi alleati tedeschi e italiani.
Insieme ad Aneurin Bevan, Emanuel Shinwell, Sydney Silverman ed Ellen Wilkinson visitò la Spagna durante il corso della guerra civile. Minacciato di espulsione dal Partito laburista, nel maggio 1937 Cripps accettò di abbandonare la campagna del Fronte Unito e di sciogliere la Lega socialista.
Nel 1938 Strauss e Cripps avevano perso 20.000 sterline pubblicando il The Tribune. L'editore di successo Victor Gollancz, accettò di aiutare a sostenere il giornale fintanto che abbandonasse la campagna del Fronte Unito. Egli continuò a fare campagna per un Fronte Unito e nel marzo 1939 fu espulso dal Partito Laburista insieme a Stafford Cripps, Aneurin Bevan e Charles Trevelyan. Tuttavia, tutti furono riammessi nel novembre 1939 dopo aver accettato di astenersi dal condurre o prendere parte a campagne contrarie alla politica dichiarata del partito.
Nel 1940 ottenne un ingente risarcimento da Henry Newnham e dalla rivista Truth, dopo che era stato affermato che egli era un codardo per non aver combattuto per il suo paese durante la prima guerra mondiale (in realtà Strauss era troppo giovane per combattere in quella guerra). Durante la seconda guerra mondiale divenne segretario privato parlamentare di Stafford Cripps, Lord custode del sigillo privato (dal febbraio 1942 al novembre 1942) e successivamente Ministro della produzione aeronautica (dal novembre 1942 al maggio 1945).
Nel governo formato da Clement Attlee  dopo la fine della guerra, prestò servizio come sottosegretario al Dipartimento dei trasporti (dall'agosto 1945 all'ottobre 1947) e come Ministro degli approvvigionamenti (dall'ottobre 1946 all'ottobre 1951). Tam Dalyell affermò: Toccò a Strauss portare in Parlamento la legislazione più controversa di quel governo, la nazionalizzazione dell'industria siderurgica. Lo fece con consumata abilità e non c'è dubbio che, se ci fossero stati governi laburisti negli anni Cinquanta, Strauss sarebbe stato un grande ministro.
Nel 1957 si trovò coinvolto in una controversia che sollevò importanti questioni sui privilegi parlamentari. Aveva scritto una lettera all'allora direttore generale delle finanze, Reginald Maudling, dicendo che dalle informazioni che aveva ricevuto il London Electricity Board stava smaltendo i cavi di scarto in un modo da non ottenere il miglior prezzo possibile. Voleva un'indagine immediata. Maudling contattò il London Electricity Board, che nel 1958 querelò Strauss per diffamazione. Strauss sollevò la questione alla Camera dei comuni e sostenne che una lettera di un deputato a un ministro riguardante un pubblico interesse dovrebbe essere coperta dall'immunità parlamentare. Ciò sollevò l'intera questione dei "procedimenti in Parlamento", che sarebbe divenuta importante in molti altri casi di privilegio e in particolare nel caso Clive Ponting. Dopo la vicenda del London Electricity Board ci fu la questione se la decisione del governo britannico di costruire una bomba atomica fosse mai stata decisa o addirittura approvata dal governo Attlee. Richard Crossman affermò, con decisione, che questa cruciale decisione non era mai stata discussa costituzionalmente dagli organi competenti del Regno Unito, e che la decisione più importante della fine degli anni Quaranta era stata nascosta al popolo britannico. In una famosa lettera al The Times Strauss, allora Ministro degli approvvigionamenti, negò con veemenza che vi fosse stata una simile cospirazione e fece notare che in Parlamento non erano mai state poste delle domande dirette e giuste su tale questione. Nel 1968 contribuì a ottenere l'abolizione della censura teatrale.
Rimase membro della Camera dei Comuni e fu Padre della Camera tra il 1974 e il 1979. Nel 1979 fu creato paria a vita e Baronetto ed entrò alla Camera dei Lord. Si spense il 5 giugno 1993. Sposato dal 1932 con Patricia O'Flynn (morta nel 1987), la coppia ebbe due figli e una figlia; nel 1987 sposò la scultrice Benita Armstrong da cui ebbe un figlio e una figlia.

### Annotazioni
1. ↑  La sua famiglia di origini ebraiche commerciava in metalli.

### Fonti
1. 1 2  Jewish Virtual Library.
2. 1 2 3 4 5 6 7 8 9 10 11 12 13 14 15 16 17 18 19 20 21 22 23 24  Spartacus.
3. 1 2 3 4 5 6 7 8 9 10 11 12 13  Independent.
4. 1 2 3 4 5 6  Fenwick, Phillipson 2003, p. 457.
5. ↑  Barnett 2002, p. 556.